# Canton de Noailles
Le canton de Noailles est une ancienne division administrative française située dans le département de l'Oise et la région Picardie.

## Géographie
Ce canton a été organisé autour de Noailles dans l'arrondissement de Beauvais. Son altitude varie de 43 m (Hermes) à 232 m (La Neuville-d'Aumont) pour une altitude moyenne de 122 m.

## Histoire
- De 1833 à 1848, les cantons de Méru et de Noailles avaient le même conseiller général. Le nombre de conseillers généraux était limité à 30 par département[1].

## Représentation

### Conseillers d'arrondissement (de 1833 à 1940)
| Période                                  | Période      | Identité                                           | Étiquette | Qualité |
| ---------------------------------------- | ------------ | -------------------------------------------------- | --------- | --- |
| 1833                                     | 1839         | René Ferdinand de Gaudechard                       |           | Maire de Warluis                                                                                            |
| 1839                                     | 1855         | Comte François-Victor de Chérisey (1793-1878)      |           | Propriétaire du château de Saint-Sulpice                                                                    |
| 1855                                     | 1858         | Louis-Just Simon                                   |           | Maire de Mouchy-le-Châtel                                                                                   |
| 1858                                     | 1867         | Alexandre Claude Marie Le Mareschal (1802-1875)    |           | Magistrat, propriétaire à Beauvais, propriétaire du château et maire de Warluis                             |
| 1867                                     | 1871         | François Eugène René, Comte de Maupeou (1824-1892) |           | Rentier, propriétaire du château de Parisis-Fontaine, maire de Berthecourt                                  |
| 1871                                     | 1889         | M. Langlois                                        |           | Notaire à Noailles                                                                                          |
| 1889                                     | 1895 (décès) | Lucien Vaillant (1843-1895)                        |           | Huissier, maire de Noailles                                                                                 |
| 1895                                     | 1901         | Gustave Lesieur (1865-1921)                        |           | Tabletier, adjoint au maire de Sainte-Geneviève                                                             |
| 1901                                     | 1907         | Auguste Lemaitre (1858-1937)                       | Radical   | Fabricant de brosses, maire de Ponchon                                                                      |
| 1907                                     | 1911 (décès) | Gustave Ernest Ternant (1838-1911)                 |           | Fabricant de brosses, maire de Cauvigny                                                                     |
|                                          |              |                                                    |           | |
| 1928                                     | 1936 (décès) | M. Fleury                                          | Radical   | |
| 1936                                     | 1940         | Anatole Nantier                                    |           | Maire de Noailles                                                                                           |
| 1940                                     |              |                                                    |           | Les conseils d'arrondissement ont été suspendus par la loi du 12 octobre 1940 et n'ont jamais été réactivés |
| Les données manquantes sont à compléter. |              |                                                    |           | |

### Conseillers généraux de 1833 à 2015
| Période | Période      | Identité                                     | Étiquette                                             | Qualité |
| ------- | ------------ | -------------------------------------------- | ----------------------------------------------------- | --- |
| 1833    | 1848         | Marquis Auguste de Mornay                    | Monarchiste                                           | Officier d'état-major Propriétaire à Montchevreuil Député du Tarn (1830-1831) puis de l'Oise (1831-1851) |
| 1848    | 1854 (décès) | Duc Charles Philippe Henri de Noailles       | Bonapartiste                                          | 5e duc de Mouchy Maire de Mouchy-le-Châtel Député (1849-1851 et 1852) puis sénateur Elu précédemment dans le canton de Mouy |
| 1855    | 1871         | Comte François Louis Victor de Chérisey      |                                                       | Propriétaire, ancien officier Maire de Saint-Sulpice, conseiller d'arrondissement |
| 1871    | 1893         | Duc Antoine de Noailles                      | Appel au peuple (Bonapartiste) puis Union des Droites | 6e duc de Mouchy Propriétaire Maire de Mouchy-le-Châtel Député (1869-1870, 1874-1877 et 1885-1889) |
| 1893    | 1901         | Paul Cuvinot                                 | Républicain                                           | Ingénieur des Ponts et Chaussées Sénateur (1879-1920) Propriétaire à Agnetz Président du Conseil Général (1890-1901) |
| 1901    | 1907 (décès) | Gustave Lesieur                              | Rad.                                                  | Industriel, maire de Sainte-Geneviève |
| 1907    | 1919         | Auguste Lemaître                             | Rad.                                                  | Industriel - Maire de Ponchon, conseiller d'arrondissement |
| 1919    | 1925         | Gaston Branthomme                            | URD                                                   | Docteur en médecine à Noailles |
| 1925    | 1931         | Louis Léonard Desjardins-Ternant (1866-1950) | Rad.                                                  | Professeur Maire de Cauvigny |
| 1931    | 1938 (décès) | Pierre Dupuy                                 | Union des Républicains Sociaux                        | Médecin Conseiller municipal de Noailles |
| 1938    | 1940         | Aristide Caron                               | Rad.ind.                                              | Maire de Hermes (1919-1941) |
|         |              |                                              |                                                       | |
| 1945    | 1949         | André Trouvé                                 | PCF                                                   | |
| 1949    | 1979         | André Bonal (1903-2003)                      | RPF puis RS puis DVD puis UDR puis RPR                | Ingénieur agronome Maire de Warluis |
| 1979    | 2015         | Jean-François Mancel                         | RPR puis DVD puis UMP                                 | Administrateur civil Adjoint au maire de Beauvais (1971-1977) Député (1978-1981, 1986-1997 et 2002-2017) Député européen (1984-1986) Président du conseil général (1985-2004) Conseiller municipal de Novillers (depuis 1995) Président de la communauté de communes du pays de Thelle |

Sources : Feuilles au vent, chroniques du Pays d'Oise, de J.Mermet - https://gallica.bnf.fr/ark:/12148/bpt6k5829951p/f226.image.r=BOULARD [archive]

## Composition

Carte du Canton de Noailles

Le canton de Noailles a groupé 21 communes et a compté 20 119 habitants (recensement de 1999 sans doubles comptes).
| Communes                | Population (2012) | Code postal | Code Insee |
| ----------------------- | ----------------- | ----------- | ---------- |
| Abbecourt               | 670               | 60430       | 60002      |
| Berthecourt             | 1 355             | 60370       | 60065      |
| Cauvigny                | 1 199             | 60730       | 60135      |
| Le Coudray-sur-Thelle   | 488               | 60790       | 60165      |
| Le Déluge               | 492               | 60790       | 60196      |
| Hermes                  | 2 331             | 60370       | 60313      |
| Hodenc-l'Évêque         | 190               | 60430       | 60316      |
| Laboissière-en-Thelle   | 1 257             | 60570       | 60330      |
| Lachapelle-Saint-Pierre | 916               | 60730       | 60334      |
| Montreuil-sur-Thérain   | 182               | 60134       | 60426      |
| Mortefontaine-en-Thelle | 737               | 60570       | 60433      |
| Mouchy-le-Châtel        | 67                | 60250       | 60437      |
| La Neuville-d'Aumont    | 243               | 60790       | 60453      |
| Noailles                | 2 672             | 60430       | 60462      |
| Novillers               | 315               | 60730       | 60469      |
| Ponchon                 | 1 041             | 60430       | 60504      |
| Sainte-Geneviève        | 2 577             | 60730       | 60575      |
| Saint-Sulpice           | 951               | 60430       | 60598      |
| Silly-Tillard           | 402               | 60430       | 60620      |
| Villers-Saint-Sépulcre  | 868               | 60134       | 60685      |
| Warluis                 | 1 166             | 60430       | 60700      |

## Démographie
| 1962   | 1968   | 1975   | 1982   | 1990   | 1999   | 2009 |
| ------ | ------ | ------ | ------ | ------ | ------ | ---- |
| 10 135 | 10 893 | 12 421 | 14 585 | 18 004 | 20 119 | -    |